# موبيدا مدريد

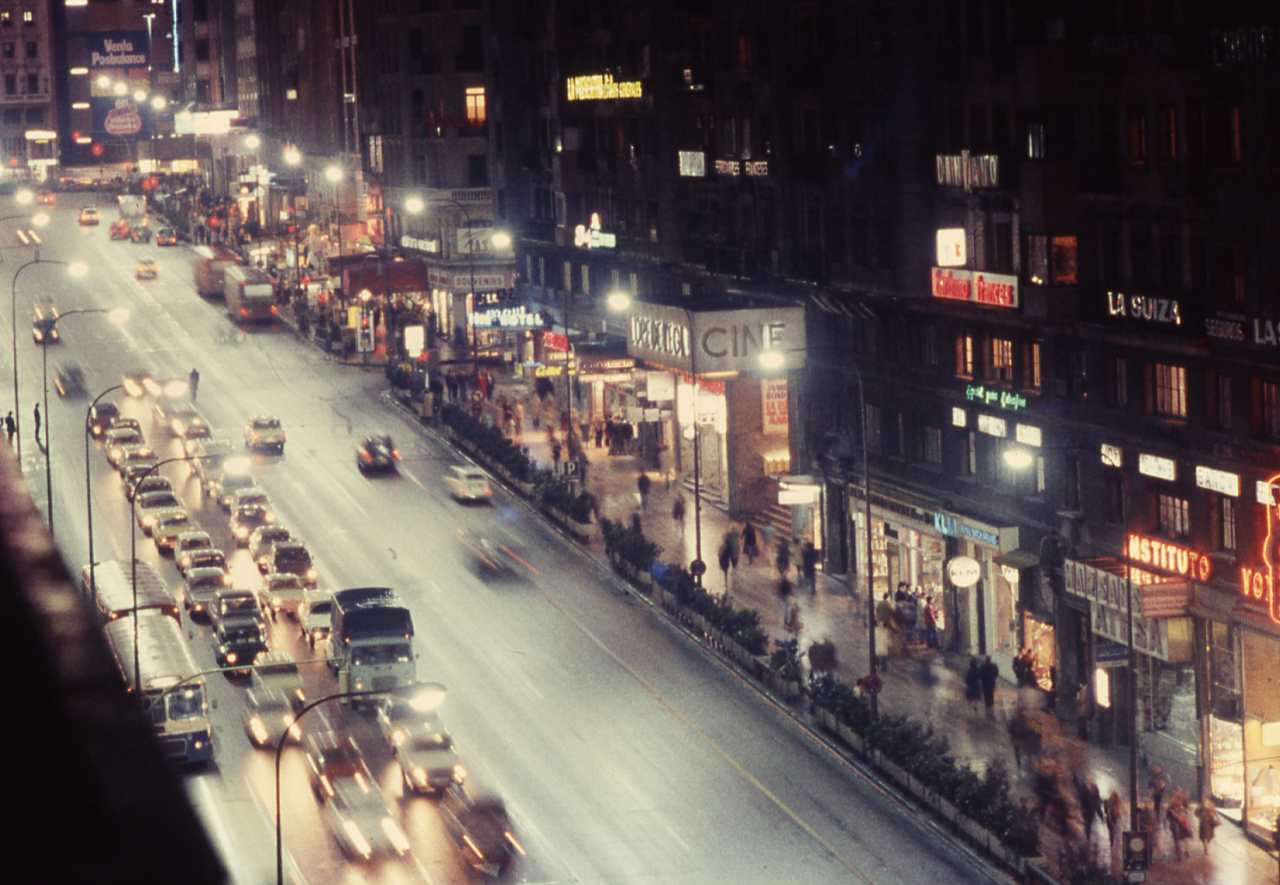

موبيدا مدريد (بالإسبانية: Movida madrileña)‏ هي حركة ثقافية مضادة نشأت، في مدريد، خلال مرحلة الانتقال الإسباني في بداية ثمانينات القرن العشرين. امتدت الظاهرة إلى مدن إسبانية أخرى كبيغو وبلباو وبرشلونة، على امتداد عقد الثمانينات. تجسدت الموبيدا في طفرة في مجموعة من المجالات الإبداعية كالموسيقى والإعلام والنشر والسينما والفنون المرئية. كما تميزت أيضا بتطور العادات الاجتماعية لدى الشباب خصوصا، وبتكاثف التنشيط الثقافي في أهم الحواضر الإسبانية.

## سياق النشأة
خلال السنوات الأخيرة لعقد السبعينات، ومع انتفاء القيود الثقافية والسياسية المندثرة آنذاك بنهاية النظام الفرانكوي، عرفت إسبانيا تحررا ثقافيا وإيديولوجيا، كانت أول حوافزه امتداد ظواهر ثقافية كالبانك و الموجة الجديدة إلى المشهد الثقافي الإسباني.

من أبرز لحظات بداية الظاهرة الحفلات الموسيقية العملاقة التي أقيمت في الفضاءات الجامعية المدريدية بين 1980 و 1981، والتي يعتبرها مؤرخو الظاهرة البداية الحقيقية للموبيدا المدريدية. من أهمها الحفل الموسيقي التأبيني لخوصي إنريكي كانو ليال، عضو مجموعة لوس سيكريطوس، المتوفى سنة 1979، والمنظم في مدرسة الطرق في مدريد، من طرف إذاعة إسبانيا، و حفل الربيع، التاريخي، المنظم من طرف طلبة مدرسة الهندسة المعمارية بمدريد، والذي عرف حضور أزيد من 15000 متفرج، ومشاركة ثلة من المبدعين في أجناس الروك و الموجة الجديدة والبانك. كان للحفل الأخير مفعول نقل موسيقى الموبيدا من مجالاتها الأولى المحدودة في فضاءات نواد ليلية محددة، إلى مرحلة الظاهرة الجماهيرية.

ساعد تكاثر الفضاءات الإبداعية من نواد ليلية وقاعات مخصصة للعروض، المجموعات الموسيقية الشابة على التعبير الفني وتزايد جماهيرية الأنواع الموسيقية الجديدة بين الشباب. وأبرز مثال على هذه الفضاءات قاعة روك أولا Rock-Ola التي احتضنت بدايات لوس سيكريطوس Los Secretos و راديو فوتورا Radio Futura.

ساهم الإعلام العمومي في احتضان الظاهرة، عبر مجموعة من البرامج الإذاعية والتلفزيونية، التي واكبت إنتاج الموبيدا الفني، والتي أسند إنتاجها لفاعلين في الحركية الثقافية كالإعلامية بيلار تشامورو، عبر برنامجها «العصر الذهبي» La edad de oro. كما لاقت الظاهرة مواكبة ودعما كبيرين من طرف الطبقة السياسية، التي كانت تصبو إلى تسويق صورة جديدة لإسبانيا، أكثر حداثة وأقرب لثقافات فضائها الأوروبي، عوض الصورة السلبية والجامدة التي خلفتها مرحلة الفرانكوية، وأبرز مثال على هذا الدعم، احتضان عمدة مدريد، آنذاك، الاشتراكي إنريكي تييرنو للظاهرة.

## رموز الموبيدا
في ما يلي جرد لأهم الأجناس الإبداعية وبعض الأسماء الذين أفرزتهم مرحلة الموبيدا:
- الموسيقى: إيرويس ديل سيلينثيو Héroes del Silencio، لاونيون La Unión، راديو فوتورا Radio Futura، ميكانو Mecano، لوس سيكريطوس Los Secretos، إيلولتيمو ديلا فيلا El Último de la Fila
- السينما: بيدرو المودوبار، فيرناندو ترويبا، فيرناندو كولومو، إيبان ثولويطا
- الأدب: جريجوريو موراليس، بيثينطي مولينا فويش، لويس أنطونيو دي بيينا، إيبان ثولويطا
- التصوير: باربارا خيل دي بييدما، بابلو بيريث مينغيث
- الفنون المرئية: كارلوس سانتيش بيريث (رسم)، غييرمو بيريث بيالطا (نحت).